# 2020年のスーパーカップ (日本サッカー)
2020年のスーパーカップは、2020年2月8日に埼玉スタジアム2002（埼玉県さいたま市）で開催された、27回目のスーパーカップである。

## 概要
富士ゼロックスの特別協賛により、FUJI XEROX SUPER CUP2020（フジ ゼロックス スーパーカップ2020）の名称で開催された。
主催
公益財団法人 日本サッカー協会 / 公益社団法人 日本プロサッカーリーグ
主管
公益社団法人 日本プロサッカーリーグ / 公益財団法人 埼玉県サッカー協会
特別協賛
富士ゼロックス株式会社
レギュレーション
- 前後半45分ハーフの合計90分で行う。
- 90分で決着が付かなかった場合には、延長戦は行わずPK戦により勝敗を決する。
- 選手交代は5名まで。ただし交代のタイミングは、ハーフタイムを除き3回まで。

## 参加クラブ
- 横浜F・マリノス（2019明治安田生命J1リーグ優勝・6年振り5回目の出場）
- ヴィッセル神戸（天皇杯 JFA 第99回全日本サッカー選手権大会優勝・初出場）

## 試合結果
両チームとも前年の布陣をベースに、横浜FMはオナイウ阿道、神戸はドウグラスという新戦力をトップに据えて試合に臨み、序盤から両チームとも持ち味を発揮するが、徐々に神戸が試合の流れをつかんでいく。前半22分、神戸のMFアンドレス・イニエスタのコーナーキックにドウグラスが押し込むもオフサイドの判定。しかしその5分後、神戸は左サイドから切れ込んだイニエスタからの絶妙なスルーパスに反応したドウグラスが左足でゴールに流し込み、神戸が先制点を挙げる。追う立場となった横浜FMは前半36分、ゴール前にこぼれたボールに詰めた横浜FMのFW仲川輝人が神戸のGK飯倉大樹と交錯。そこから浮き球となったボールを横浜FMのFWマルコス・ジュニオールが頭で押し込んで同点に追いつく。しかし神戸はその4分後、ビルドアップに参加した横浜FMのGK朴一圭とDFチアゴ・マルチンスのパス交換を神戸のFW古橋亨梧がインターセプトし、即座に無人のゴールに流し込み、神戸が勝ち越して前半を終える。
横浜FMはハーフタイムにDF畠中槙之輔・FWオナイウ阿道を下げてDF伊藤槙人・MF遠藤渓太を投入。遠藤を左サイドに置き、エリキを1トップに据えるという、前年終盤の布陣に戻す。するとこれが功を奏し、攻撃が一気に活性化。後半9分に遠藤のスローインを受けたエリキが中央に折り返すと、これに走り込んだMF扇原貴宏が倒れ込みながら左足で合わせて横浜FMが再び同点に追いつく。さらに攻勢に出る横浜FMに対し、何度かチャンスを得るも神戸のGK飯倉大樹に阻まれ勝ち越し点を挙げられない。すると後半24分、敵陣でパスをカットした神戸のMF山口蛍がイニエスタにパスをつなぐと、イニエスタはゴール前にグラウンダーのクロス。そのこぼれ球に山口が反応して三たび神戸が勝ち越し点を上げる。しかしその4分後、横浜FMは仲川が左サイドの遠藤にロングパスを送ると、遠藤の折り返しをエリキが押し込み三たび同点に追いつく。その後両チームとも決定機を迎えるもののゴールを挙げることができず、試合は9年ぶりとなるPK戦決着となった。
横浜FMが先攻となったPK戦は、両チーム2人ずつが決めた後の3人目、横浜FMはエジガル・ジュニオが神戸のGK飯倉のセーブに遭い失敗。一方の神戸も途中交代出場の小川慶治朗が左ポストに当てて失敗。続く4人目、横浜FMは水沼宏太が枠を外して連続失敗。一方神戸の西大伍は横浜FMのGK朴一圭のセーブに遭ってこちらも連続失敗。さらに5人目は横浜FM・松原健、神戸・大﨑玲央の両方とも枠を外して両者3連続失敗。この段階でJリーグ主管の試合では1993年7月3日のサントリーシリーズ第15節・横浜フリューゲルス対ヴェルディ川崎の「5人連続失敗」の記録を上回る6人連続失敗 となってサドンデスに突入。横浜FM6人目・和田拓也のシュートを神戸GK飯倉が阻んだかと思えば、続く神戸6人目・トーマス・フェルマーレン、さらに横浜FM7人目・遠藤渓太と連続で枠を外し、PK連続失敗記録が9人まで伸びる。最後は神戸7人目の山口がPKを決め、勝負あり。のべ14人に及んだPK戦を神戸が3-2で制し、クラブ史上初のゼロックス杯獲得となった。
| 2020年2月8日 13:35 |

| 横浜F・マリノス                                                                  | 3 - 3    | ヴィッセル神戸                                                                             |
| マルコス・ジュニオール 36分 · 扇原貴宏 54分 · エリキ 73分                        | 公式記録 | ドウグラス 27分 · 古橋亨梧 40分 · 山口蛍 69分                                              |
|                                                                                  | PK戦     |                                                                                            |
| チアゴ・マルチンス 扇原貴宏 エジガル・ジュニオ 水沼宏太 松原健 和田拓也 遠藤渓太 | 2 - 3    | アンドレス・イニエスタ 田中順也 小川慶治朗 西大伍 大﨑玲央 トーマス・フェルマーレン 山口蛍 |

| 埼玉スタジアム2002 観客数: 51,397 人 主審: 今村義朗 |

| 横浜F・マリノス | ヴィッセル神戸 |

| 横浜F・マリノス          |                        |      |      |
| GK                       | 朴一圭                 |      |      |
| DF                       | 松原健                 |      |      |
| DF                       | チアゴ・マルチンス     |      |      |
| DF                       | 畠中槙之輔             |      | 45分 |
| DF                       | ティーラトン           |      |      |
| MF                       | 喜田拓也               | 62分 | 74分 |
| MF                       | マルコス・ジュニオール |      | 88分 |
| MF                       | 扇原貴宏               |      |      |
| FW                       | 仲川輝人               |      |      |
| FW                       | オナイウ阿道           |      | 45分 |
| FW                       | エリキ                 |      | 74分 |
| 控え選手:                |                        |      |      |
| GK                       | 梶川裕嗣               |      |      |
| DF                       | 伊藤槙人               |      | 45分 |
| MF                       | 大津祐樹               |      |      |
| MF                       | 遠藤渓太               |      | 45分 |
| MF                       | 和田拓也               |      | 74分 |
| MF                       | 水沼宏太               |      | 88分 |
| FW                       | エジガル・ジュニオ     |      | 74分 |
|                          |                        |      |      |
| 監督                     |                        |      |      |
| アンジェ・ポステコグルー |                        |      |      |

| ヴィッセル神戸       |                          |        |      |
| GK                   | 飯倉大樹                 |        |      |
| DF                   | ダンクレー               |        |      |
| DF                   | 大﨑玲央                 |        |      |
| DF                   | トーマス・フェルマーレン |        |      |
| MF                   | 西大伍                   | 90+2分 |      |
| MF                   | 山口蛍                   |        |      |
| MF                   | セルジ・サンペール       |        | 85分 |
| MF                   | アンドレス・イニエスタ   | 53分   |      |
| MF                   | 酒井高徳                 |        |      |
| FW                   | 古橋亨梧                 |        | 85分 |
| FW                   | ドウグラス               |        | 64分 |
| 控え選手:            |                          |        |      |
| GK                   | 前川黛也                 |        |      |
| DF                   | 渡部博文                 |        |      |
| DF                   | 藤谷壮                   |        |      |
| MF                   | 安井拓也                 |        | 85分 |
| FW                   | 藤本憲明                 |        |      |
| FW                   | 小川慶治朗               |        | 85分 |
| FW                   | 田中順也                 |        | 64分 |
|                      |                          |        |      |
| 監督                 |                          |        |      |
| トルステン・フィンク |                          |        |      |

| FUJI XEROX SUPER CUP 2020 優勝 |
| ------------------------------ |
| ヴィッセル神戸 初優勝          |